# Erytrejski Front Wyzwolenia
Erytrejski Front Wyzwolenia (skrót: ELF) – dawny ruch wyzwoleńczy działający w Erytrei.

## Historia
Front utworzony został w 1961 roku w Kairze i zdominowany został przez muzułmanów pod przewodnictwem Idrisa Adama, dawnego przewodniczącego parlamentu Erytrei. Początkowo prowadził działania dyplomatyczne przeciwko włączeniu Erytrei do Etiopii a gdy te nie odnosiły żadnych skutków, ELF rozpoczęła kampanię zbrojną. Zbrojnym skrzydłem ruchu była Erytrejska Armia Wyzwolenia. W latach 1969–1971 przeprowadziła szereg aktów sabotażu (np. zamachy bombowe w marcu 1969 r.), porwań etiopskich samolotów (np. w sierpniu i wrześniu 1969 r.); odpowiedzialna była też za zamach na gen. Yrgetu w 1972 r. i atak na etiopską defiladę w Asmara w 1973 r.. Odpowiedzią rządu na działania partyzanckie Armii Wyzwolenia były masowe pacyfikacje ludności cywilnej co znacznie wzmocniło pozycje separatystów. Erytrejczycy uzyskali wsparcie finansowe państw takich jak Irak, Iran, Libia, Syria, Sudan, ZSRR, Chiny a także OWP.
W ELF wykształciły się frakcje dzielące się wedle kryteriów etnicznych, regionalnych, religijnych i ideologicznych. Silna była frakcja chrześcijańska o socjalistycznej orientacji. Nosiła ona początkowo nazwę Erytrejski Front na Rzecz Niepodległości a jej liderem był Isajas Afewerki. Frakcja działała głównie w rejonie Akele Guzaj. Kolejnym odłamem Erytrejskiego Frontu Wyzwolenia był Sekretariat Generalny utworzony w Bejrucie przez Osmana Sabbe. Sekretariat dysponował Ludowymi Siłami Wyzwolenia. Frakcja Sekretariatu Generalnego funkcjonowała głównie u wybrzeżu Morza Czerwonego. Trzecią z frakcji byli Obelites, działający głównie na nizinnych terenach w okolicach Barka. Grupa skupiała głównie ludność plemienia Beni - Amer.
Każda z frakcji ELF działała osobno. W styczniu 1972 roku w Bejrucie odbyło się spotkanie na którym zdecydowano o powołaniu Erytrejskiego Frontu Wyzwolenia - Ludowych Sił Wyzwolenia. Organizacja ta skupiała wszystkie trzy frakcje, przy czym każda z nich zachowała osobne nazwy. Współpraca między frakcjami nie trwała długo a wkrótce zaczęły się one zwalczać wzajemnie. Przeciwko nim wystąpiła także macierzysta organizacja której ówczesnym liderem był Tedla Bairu (był premier erytrejski). ELF rozbiła frakcje Obelites i grupę Osmana Sabbe, niemniej jednak nie zdołała zaszkodzić socjalistami Afewerki. Frakcja Afewerki przyciągnęła oprócz chrześcijan także muzułmanów, którzy odcinali się od fanatyzmu religijnego. Hasła głoszone przez socjalistów erytrejskich stały się bardzo atrakcyjne wśród młodych i wykształconych mieszkańców kraju oraz emigracji erytrejskiej w Europie i Ameryce Północnej. Lewicowe postulaty przyczyniły się do poparcia Afewerki przez państwa socjalistyczne.
W 1973 roku grupy Isajasa Afewerki i Osmana Sabbe połączyły się tworząc Front Wyzwolenia Ludu Erytrei, który w 1977 roku przyjął ostateczną nazwę - Erytrejski Ludowy Front Wyzwolenia (EPLF). Grupa ta odcięła się od ELF i przyjęła taktykę ostrej walki politycznej oraz zbrojnej z tymże ugrupowaniem. Polityka ta okazała się skuteczna a EPLF stał się dominującym nurtem niepodległościowym. Konkurencja między frakcjami dwukrotnie (w 1972 i 1974) doprowadziła do wzajemnych walk zbrojnych między organizacjami. 
W 1978 roku ELF wraz z EPLF uczestniczyła w rozmowach z rządem w Berlinie Wschodnim. Rozmowy nie przyniosły żadnego skutku, niemniej jednak przyczyniły się do sojuszu pomiędzy grupami ruchu oporu. W 1981 roku ponownie doszło do walk pomiędzy ELF a EPLF. Do 1983 roku ELF został praktycznie w całości rozbity przez konkurencyjne ugrupowanie. Słabnący ELF ograniczył się do dyplomatycznego zachęcania Moskwy do pośredniczenia między nim a rządem Etiopii w sprawie przyszłości Erytrei.